# Ocora Radio France
Ocora Radio France est un label des éditions discographiques de la radio de service public Radio France spécialisé dans la diffusion d'enregistrements de musiques du monde.

## Historique

### La SORAFOM
À la suite d'une mission qu'il effectue en Afrique sur les radios francophones, Pierre Schaeffer, ingénieur à la Radiodiffusion-télévision française (RTF), crée, en 1955, la Société de radiodiffusion de la France d’Outre-mer (SORAFOM), société de coopération entre la France et l'Afrique. À l'origine, Pierre Schaeffer, qui constate que les émissions vers les colonies françaises d'Afrique sont réalisées depuis Paris par des équipes qui ne se sont jamais rendues sur ce continent, cherche à créer des radios locales africaines et décolonisées. Ainsi, la SORAFOM est créée pour favoriser la fabrication de programmes par les populations locales et d'archiver le maximum de traditions musicales et orales en réalisant des enregistrements dans l'ensemble des pays francophones. Seules deux stations existent alors en Afrique francophone : la station de Dakar, au Sénégal et celle de Tananarive à Madagascar.
Pour réaliser tout cela, Schaeffer crée alors, la même année, le Studio-École à Maisons-Laffitte (78), près de Paris, pour former des animateurs, des techniciens et des opérateurs de radio (puis de télévision) africains, afin de préparer la décolonisation devenue inéluctable. Les stagiaires sont sélectionnés en Afrique, passent le concours d'entrée en France, puis, une fois formés repartent sur le continent pour créer des stations dans leur pays d'origine et faire des émissions en langues vernaculaires, sur des sujets qui intéressent réellement les populations locales. Il dirigera l'école pendant un temps, avant de confier cette tâche à André Clavé, après lui avoir demandé de faire quelques conférences, notamment sur l'Univers concentrationnaire dans lequel il avait vécu durant son internement dans les camps nazis. André Clavé dirigera cette école remarquable à plus d'un titre, pendant quinze ans. C'est ainsi que Radio Mali et Radio Mauritanie sont créées en 1957, et bien d'autres suivront,.
Le 30 septembre 1957, Pierre Schaeffer est renvoyé et remplacé par un proche du président du conseil Guy Mollet. À partir de 1960 les pays d'Afrique sous domination française deviennent indépendants, mais la SORAFOM continue son activité. Elle envoie des programmes sélectionnés dans d'autres services publics, comme l'émission  Anthologie du mystère (nommée en France : Les Maîtres du mystère). Cet organisme collecte aussi de la musique traditionnelle africaine afin d'en préserver le patrimoine culturel.

### L'OCORA
Le 14 avril 1962, la SORAFOM devient l'Office de coopération radiophonique (OCORA), dont les membres deviennent des conseillers. Le 1er janvier 1969 l'OCORA est absorbée par l'ORTF. Charles Duvelle qui a créé et dirige depuis 1960 la prestigieuse collection OCORA (disques de musique traditionnelle du monde) l'intègre aux services musicaux de la DAEC (Direction des affaires extérieures et de la coopération) dont il a nouvellement la charge au sein de l'ORTF.
Après l'éclatement de l'ORTF la collection OCORA est rattachée à Radio France 1er janvier 1975. Ocora adopte alors une nouvelle présentation avec une pochette noire illustrée par une photo ou un dessin central puis les premiers CD. Actuellement cette présentation est abandonnée au profit d'une photo pleine page.
La direction de la collection est assurée jusqu'à sa retraite par Pierre Toureille.

## Les musiques du monde
De nos jours, le label est toujours attaché aux musiques traditionnelles, savantes ou populaires, des différentes régions du monde et poursuit la diffusion de ses collectes sur le terrain mais aussi les reconstitutions en studio de traditions musicales parfois oubliées. Les premiers 33 tours sont petit à petit repris et à ce jour, plus de deux cents disques ont été édités alliant l'intérêt scientifique ethnologique contenu dans les livrets trilingues d'une trentaine de pages très documentées et la beauté artistique de la musique. Ils sont toujours réalisés sous la direction d'ethnomusicologues retenus pour leur spécialisation dans la culture présentée et parfois en collaboration avec le réseau des radios européennes.
On trouve par exemple dans les collections Ocora :
- Pygmées Aka,
- Temo, barde du Kurdistan,
- Musiques Gbaya de Centrafrique,
- Flûtes de Guadalcanal,
- Musiques indiennes du Brésil,
- Jeux vocaux des Inuits,
- Musiques du Baloutchistan,
- Musiques savantes orientales,
- Musiques savantes de l’Extrême-Orient,
- Anthologie du Nan-kouan,
- Musique courtoise de la Chine du sud,
- Musiques du Japon et de Chine continentale, de Bali, de Java et de Birmanie,
- Anthologie de la musique traditionnelle iranienne,
- Grands créateurs du sous continent-indien : Ravi Shankar, Nusrat Fateh Ali Khan, Subramaniam,
- Maîtres de l’Asie centrale : Monajat Yultchieva, Turgun Alimatov,
- Traditions orales de l’Afrique sub-saharienne : Pygmées de la grande forêt, Burundi, Congo, Gabon, Guinée,
- Culture musicale du monde arabe, Amériques,
- Musiques traditionnelles européennes : France, Danemark, Roumanie, Pays-Bas, Pologne, Finlande,
- Musiciens de l’hexagone et répertoires régionaux : Erik Marchand, Gilles Chabenat, Patrick Boufard, Les Brayaud, Beniat Achiary, Jean Blanchard.

## Discographie
La collection de disques Ocora Radio France:

### Afrique
| Pays                             | Titre                                                               |
| -------------------------------- | ------------------------------------------------------------------- |
| Algérie                          | Anthologie de la musique arabo-andalouse, vol. 1                    |
| Algérie                          | Le Diwan de Biskra                                                  |
| Bénin                            | Musique bariba. Pays batonou de Parakou et Nikki                    |
| Bénin                            | Musiques yoruba. Les voix de la mémoire                             |
| Burkina Faso                     | Pays Lobi. Xylophones de funérailles                                |
| Burkina Faso                     | Pays Lobi. Xylophones du Buur                                       |
| Burundi                          | Musiques traditionnelles                                            |
| Cameroun                         | Flûtes des Monts Mandara                                            |
| Cap-Vert                         | Batuque et Finaçon. Nha Mita Pereira                                |
| Cap-Vert                         | Batuque et Finaçon. Ntóni Denti d’Oro                               |
| Cap-Vert                         | Kodé di Dona                                                        |
| Cap-Vert                         | Raíz di Djarfogo                                                    |
| Cap-Vert                         | Un archipel de musiques                                             |
| Cap-Vert                         | Un conte du Cap-Vert                                                |
| République centrafricaine        | Anthologie de la musique des Pygmées Aka                            |
| République centrafricaine        | Musique Gbáyá. Chants à penser. Vol. 1                              |
| République centrafricaine        | Musique Gbáyá. Chants à penser. Vol. 2                              |
| République centrafricaine        | Pygmées Aka. Chants de chasse, d'amour et de moquerie               |
| République centrafricaine        | Xylophones de l’Ouham-Pendé                                         |
| République du Congo              | Femmes pygmées de la Sangha                                         |
| Côte d'Ivoire                    | Masques Dan                                                         |
| Égypte                           | Aïcha Redouane. Art vocal et instrumental du XIXe siècle            |
| Égypte                           | Les musiciens du Nil                                                |
| Éthiopie                         | Polyphonies Ari                                                     |
| Gabon                            | Chants Atege                                                        |
| Gabon                            | Chants myènè. De Port-Gentil à Lambaréné                            |
| Gabon                            | Musique des Pygmées Bibayak. Chantres de l’épopée                   |
| Gambie                           | L’art de la kora                                                    |
| La Réunion                       | Firmin Viry. Maloya                                                 |
| Maurice                          | Fanfan. Séga Ravanne                                                |
| Maurice                          | Tambour ravanne                                                     |
| Kenya                            | Musiques du Nyanza                                                  |
| Madagascar                       | Pays Antanosy. Sarandra                                             |
| Madagascar                       | Pays Bara                                                           |
| Madagascar                       | Pays Merina                                                         |
| Madagascar                       | Pays Mikea                                                          |
| Mali                             | Le Hoddu peul                                                       |
| Maroc                            | Confrérie des Aïssawa                                               |
| Maroc                            | Confrérie des Jilala de Fès                                         |
| Maroc                            | Mlouk. Festival Gnaoua et musiques du monde                         |
| Namibie                          | Bushmen Ju’hoansi. Musique instrumentale                            |
| Niger                            | Chasseurs du Dallol Mawri                                           |
| Niger                            | Epopées zarma et songhay                                            |
| Niger                            | Musique dendi                                                       |
| Ouganda                          | Musique des Baganda                                                 |
| République démocratique du Congo | Kibali-Ituri. Musiques Bira et Hema                                 |
| République démocratique du Congo | Musique Nyali                                                       |
| République démocratique du Congo | Zaïre. Musiques urbaines à Kinshasa                                 |
| Sénégal                          | Chant des confréries soufies. Tijâniyya, Murîdiyya                  |
| Sénégal                          | Musique Wolof                                                       |
| Seychelles                       | Musiques oubliées des îles, danses et romances de l’ancienne France |
| Tanzanie                         | Chants Wagogo                                                       |
| Tanzanie                         | Masumbi. Musique de divertissement wagogo                           |
| Togo                             | Orchestres et lithophones kabiyé                                    |
| Zimbabwe                         | Insingizi. Chants ndebele                                           |
| Zimbabwe                         | Musique rituelle shona                                              |

### Amérique
| Pays       | Titre                                              |
| ---------- | -------------------------------------------------- |
| Argentine  | Chamamé. Musique de Corrientes                     |
| Argentine  | Tango de Buenos Aires                              |
| Bolivie    | Musique de Norte Potosí                            |
| Brésil     | Asurini et Arara                                   |
| Brésil     | La danse du souffle. Flûtes et clarinettes kuikuro |
| Colombie   | El Sexteto Tabalá                                  |
| Colombie   | El Vallenato                                       |
| Colombie   | Palenque de San Basilio                            |
| Colombie   | Petrona Martinez. El Bullerengue                   |
| Colombie   | Sixto Silgado Paito                                |
| Cuba       | La Familia Valera Miranda                          |
| Cuba       | Punto et Trova de Sancti Spiritus                  |
| États-Unis | Gospel Songs                                       |
| Honduras   | Ensemble Wabaruagun. Chants des caribs noirs       |
| Mexique    | Fêtes de San Miguel Tzinacapan                     |
| Mexique    | La Huasteca. Danses et huapangos                   |
| Paraguay   | Guarani Ñandeva et Ayoreo                          |
| Pérou      | Charango et chants de Cuzco                        |
| Venezuela  | Bandola des Llanos                                 |
| Venezuela  | Chants et tambours Diablos                         |

### Asie
| Pays                       | Titre                                                                      |
| -------------------------- | -------------------------------------------------------------------------- |
| Afghanistan                | Musique de Hérat et Kaboul                                                 |
| Arabie saoudite            | La tradition du Hejâz                                                      |
| Arménie                    | Chants liturgiques du Moyen Âge et musique instrumentale vol. 1            |
| Arménie                    | L’Art du duduk                                                             |
| Arménie                    | Musique de tradition populaire et des Achoug                               |
| Azerbaïdjan                | L’art du Mugham                                                            |
| Azerbaïdjan                | L’art du sâz                                                               |
| Bangladesh                 | Farida Parveen. Chants de Lalon Shah                                       |
| Cambodge                   | Musique du Palais Royal                                                    |
| Chine                      | Hommage à Chen Zhong                                                       |
| Chine                      | Li Xiangting. L’Art du qin                                                 |
| Chine                      | Musique classique                                                          |
| Chine                      | Musique classique vivante. Cercle d’Art Populaire                          |
| Chine                      | Musique ouïghoure                                                          |
| Chine                      | Recueil de l’Ermitage du Prunus                                            |
| Chine                      | Wang Weiping. L'art du Pipa                                                |
| Chine                      | Wang Weiping. Luth pipa                                                    |
| Tibet                      | Monastère de Gyütö. La voix des Tantra                                     |
| Tibet                      | Traditions rituelles des Bonpos                                            |
| Corée du Sud               | Chant Arirang et Min'yō                                                    |
| Corée du Sud               | Chants lyriques Gagok                                                      |
| Corée du Sud               | Gayageum Sanjo                                                             |
| Corée du Sud               | Ile de Jindo. Chants funéraires et chamaniques                             |
| Corée du Sud               | Jongmyo Jeryeak. Musique rituelle pour les ancêtres royaux                 |
| Corée du Nord              | Chants traditionnels                                                       |
| Géorgie                    | Polyphonies vocales profanes et sacrées                                    |
| Inde du Nord               | Amjad Ali Khan]. Sarod                                                     |
| Inde du Nord               | Dinkar Kaïkini                                                             |
| Inde du Nord               | Drupad et Khyal. Vichitra vîna & tabla                                     |
| Inde du Nord               | Girija Devi                                                                |
| Inde du Nord               | Kushal Das. Sitar                                                          |
| Inde du Nord               | Kushal Das. Surbahar                                                       |
| Inde du Nord               | L’art de la vichitra vînâ                                                  |
| Inde du Nord               | L’art du sarangi                                                           |
| Inde du Nord               | Lalith Rao                                                                 |
| Inde du Nord               | Le Salon de musique                                                        |
| Inde du Nord               | Les heures et les saisons                                                  |
| Inde du Nord               | Pandit Balaram Pathak                                                      |
| Inde du Nord               | Pandit Ravi Shankar                                                        |
| Inde du Nord               | Partho Sarothy                                                             |
| Inde du Nord               | Pramod Kumar, sitar                                                        |
| Inde du Nord               | Sangeet Trio en concert                                                    |
| Inde du Sud                | Anthologie de la musique classique                                         |
| Inde du Sud                | Le violon de l’Inde du Sud                                                 |
| Inde du Sud                | Les fleurs et les cendres. Hymnes à Shiva                                  |
| Inde du Sud                | Musique des Monts Nilgiri. Kota-Toda-Irula-Kurumba                         |
| Inde du Sud                | Naiyândi Mêlam. Musique des cultes de possession                           |
| Inde du Sud                | Padam, le chant de Tanjore                                                 |
| Inde du Sud                | Periya Melam. Temple de Chidambaram                                        |
| Indonésie                  | Chants d’apaisement                                                        |
| Indonésie                  | Java – Pays Sunda. L’art du gamelan degung                                 |
| Indonésie                  | Java – Sunda. Ormatan Tarawangsa. Musique rituelle                         |
| Indonésie                  | Java. Palais Royal de Yogyakarta. 3. Le spirituel et le sacré              |
| Indonésie                  | Java. Pays Sunda. Musiques savantes. 1. Musique et chants classiques       |
| Indonésie                  | Java. Tembang Sunda. Musiques et chants classiques                         |
| Indonésie                  | Madura. Musique savante                                                    |
| Indonésie                  | Bali. Hommage à Wayan Lotring                                              |
| Irak                       | L’art du ‘ûd                                                               |
| Iran                       | Les Maîtres de musique                                                     |
| Iran                       | Mohammad Motamedi. Chant classique                                         |
| Iran                       | Mozafar Shafii et l’Ensemble Râst                                          |
| Iran                       | Musique classique persane                                                  |
| Japon                      | Hijiri-kaï                                                                 |
| Japon                      | Jiuta & Kotouta                                                            |
| Japon                      | Katsuya Yokoyama. L’art du Shakuhachi                                      |
| Japon                      | Nagauta                                                                    |
| Japon                      | Okinawa. Chants classiques et courtois des Ryûkyû                          |
| Japon                      | Sankyoku                                                                   |
| Japon                      | Satsuma Biwa                                                               |
| Japon                      | Shakuhachi. École Kinko                                                    |
| Japon                      | Shômyô. Chant liturgique bouddhique, secte Tendaï                          |
| Japon                      | Un conte du Japon                                                          |
| Japon                      | Zen Hôyô. Liturgie du bouddhisme zen                                       |
| Laos                       | Lam Saravane. Musique pour le Khène                                        |
| Mongolie                   | Chamanes et Lamas                                                          |
| Mongolie                   | Chants et Morin Khuur                                                      |
| Mongolie                   | Chants kazakh et tradition épique de l’Ouest                               |
| Ouzbékistan                | Chants classiques tadjiks                                                  |
| Ouzbékistan                | Chants spirituels et soufis                                                |
| Ouzbékistan                | L’art du dotâr                                                             |
| Ouzbékistan                | Monâjât Yultchieva                                                         |
| Ouzbékistan                | Turgun Alimatov                                                            |
| Pakistan                   | Baloutchistan. La Tradition instrumentale                                  |
| Pakistan                   | Faqirs du Sindh                                                            |
| Pakistan                   | Nusrat Fateh Ali Khan. En concert à Paris. Vol. 1                          |
| Pakistan                   | Nusrat Fateh Ali Khan. En concert à Paris. Vol. 2. La tradition du qawwali |
| Pakistan                   | Qawwali de la Dehli Gharana (Karachi)                                      |
| Tadjikistan                | Chants et musiques classiques                                              |
| Tadjikistan                | Maqâm Navâ                                                                 |
| Kazakhstan et Kirghizistan | Turkestan. Komuz kirghize et dombra kazakh                                 |
| Turquie                    | Archives de la musique turque Vol. 2                                       |
| Turquie                    | Cantillation coranique                                                     |
| Turquie                    | Cérémonie de Djem Bektashi. La tradition d’Abdal Musa                      |
| Turquie                    | Cérémonie du Djem Alevi                                                    |
| Turquie                    | Cinuçen Tanrıkorur                                                         |
| Turquie                    | Le baglama des yayla                                                       |
| Turquie                    | Le sipsi des yayla                                                         |
| Turquie                    | Le violon des yayla                                                        |
| Turquie                    | Musique soufi                                                              |
| Turquie                    | Musiques des Yayla                                                         |
| Turquie                    | Talip Özkan. L’Art du tanbûr                                               |
| Viêt Nam                   | Ensemble Nguyen Vinh Bao                                                   |
| Viêt Nam                   | Musique du Cai Luong                                                       |
| Yémen                      | Chant et percussion                                                        |
| Yémen                      | Le chant de Sanaa                                                          |
| –                          | Machreq. Dhikr du Bien-aimé                                                |

### Europe
| Pays               | Titre                                                            |
| ------------------ | ---------------------------------------------------------------- |
| Albanie            | Pays labë. Plaintes et chants d’amour                            |
| Allemagne          | Musique de Bavière                                               |
| Autriche           | Une mosaïque de musiques                                         |
| Belgique           | Flandre, Wallonie. Ballades, danses et chansons                  |
| Biélorussie        | Musiques traditionnelles                                         |
| Bulgarie           | Traditions vocales                                               |
| Croatie            | Musiques d’autrefois                                             |
| Danemark           | Chanteurs et ménétriers                                          |
| Espagne            | Fernanda et Bernarda de Utrera. Cante Flamenco                   |
| Espagne            | Musique de Castilla y León                                       |
| Espagne            | València. Cant d’estil. Joutes chantées                          |
| Estonie            | Chants seto                                                      |
| Finlande           | Musique traditionnelle                                           |
| France             | Chants d’amour du Haut-Rouergue                                  |
| France             | Chants du Centre-Bretagne                                        |
| France             | Corse. Canti e Musica. Anthologie de chants et musique profanes  |
| France             | Gascogne. La cornemuse des landes                                |
| France             | Guadeloupe. La tradition du Quadrille                            |
| France             | Landes de Gascogne. La cornemuse                                 |
| France             | Martinique. Bèlè, tradition & création                           |
| France             | Mayotte. Debaa. Chant des femmes soufies                         |
| France             | Pays basque. Kantuketan. En quête du chant                       |
| France             | Provence. Le Galoubet-tambourin. Musique d’hier et d’aujourd’hui |
| Grèce              | Crète. Stelios Petrakis. L'art de la Lyra                        |
| Grèce              | Hommage à Tsitsanis                                              |
| Grèce              | Musique d’Asie Mineure et de Constantinople                      |
| Grèce              | Musique sacrée byzantine. Grand chant octonal à la Vierge        |
| Grèce              | Paralogues. Chants traditionnels                                 |
| Hongrie            | Musiques populaires                                              |
| Irlande            | Frankie Gavin                                                    |
| Italie             | Musiques traditionnelles                                         |
| Italie             | Sardaigne. Cantu a chiterra                                      |
| Italie             | Sicile. Musiques populaires                                      |
| Lituanie           | Le pays des chansons                                             |
| Norvège            | Chant et hardingfele                                             |
| Norvège            | Musiques traditionnelles                                         |
| Pays-Bas           | Chansons oubliées                                                |
| Pologne            | Instruments populaires                                           |
| Portugal           | Le Fado de Coimbra                                               |
| Portugal           | Musique d’Entre Douro e Vouga                                    |
| Portugal           | Musique de l’Alentejo                                            |
| République tchèque | Musique de Valachie, Horňácko et Kopanice                        |
| Roumanie           | Le chant de Lăpuș                                                |
| Russie             | La tradition des instruments à vent                              |
| Russie             | Svetlana : chansons russes                                       |
| Slovaquie          | Musiques populaires                                              |
| Slovénie           | Musiques et chants populaires                                    |
| Suède              | Entre triol et sextondel                                         |
| Suède              | La Nyckelharpa                                                   |
| Suède              | Musique populaire                                                |
| Suède et Norvège   | Norrspel                                                         |
| Suisse             | Paysages musicaux                                                |
| –                  | Chansons Yiddish. Tendresses et Rage                             |